# Margaret Gatty

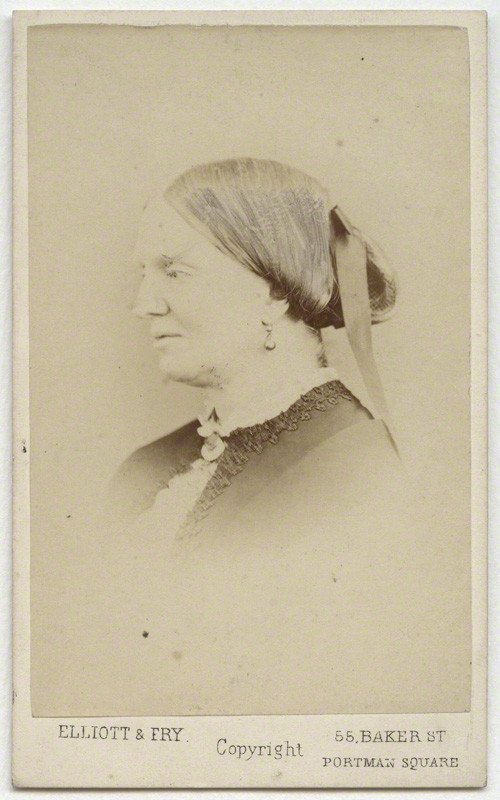
Margaret Gatty

Margaret Gatty, Pseudonym Aunt Judy (* 3. Juni 1809 in Burnham, Essex; † 4. Oktober 1873 in Ecclesfield, Yorkshire) war eine englische Schriftstellerin und Botanikerin.
Ihr botanisches Autorenkürzel lautet „Gatty“.

## Kindheit und Jugend
Margaret Gatty war die zweite Tochter des Geistlichen Alexander John Scott, Schiffskaplan an Bord der Victory, in dessen Armen Lord Nelson bei der Trafalgar starb und Mary Frances Scott, geb. Ryder.

Margaret wuchs im Pfarrhaus von Burnham on Crouch auf, wo ihr Vater das Amt des Pfarrers und Vikars der Nachbargemeinde Southminster bekleidete. Als Margaret zwei Jahre alt war, starb ihre Mutter. Dies hatte zur Folge, dass Margaret von ihrem Vater gelegentlich bei Verwandten untergebracht wurde. Im Jahr 1816 erfolgte ein Umzug der Familie nach Catterick. Das Leben dort war für Margaret nicht einfach, da sie aufgrund häufiger Krankheit des Vaters und dessen Studien einen großen Teil Verantwortung für das Familienleben übernehmen musste.
Da ihr Vater wenig Vertrauen in das allgemeine Schulwesen hatte, beschloss er seine zwei Töchter selbst zu Hause zu unterrichten. So kam es, dass Margaret Neigungen entwickeln konnte, die für Mädchen der damaligen Zeit nicht üblich waren. Im Alter von zehn Jahren wurde ihr Interesse an Drucken geweckt, mit denen sie sich fortan im Britischen Museum beschäftigte. Sie erlernte die Technik, Kupferstiche anzufertigen und bildete sich im Zeichnen fort. Der Vater förderte sie in Literatur und Fremdsprachen, so dass Margaret frühzeitig klassische Werke in mehreren Sprachen lesen konnte. Mit 17 Jahren übersetzte sie Werke von Dante. Zusammen mit ihrer Schwester Horatia verfasste Margaret zudem originelle Gedichte und Geschichten. Die beiden Mädchen gründeten sogar eigene Schreibclubs, den „Black Bag Club“ (1828) und den „Fun Club“ (1832).
Gegen den anfänglichen Widerstand des Vaters heiratete sie 1839 den Pfarrer Alfred Gatty in Ecclesfield bei Sheffield.

## Wirken
Nach der Heirat blieb Gatty wenig Zeit zum Schreiben, da sie mit Haushaltspflichten und der Arbeit in der Gemeinde ihres Mannes beschäftigt war. Im Jahr 1840 verstarb ihr Vater. Gemeinsam mit ihrem Mann gab sie 1842 ihr erstes Buch heraus, das die Biographie des Vaters zum Thema hatte. Ihr erstes eigenes Buch, The Fairy Godmothers, and Other Tales, schrieb sie neun Jahre später im Alter von 42 Jahren. Es enthält eine Auswahl verschiedener Erzählungen für Kinder.
1855 erschien ihr erster Band der Reihe Parables from Nature, die kindgerecht Wissen zur Natur mit moralischen Werten verknüpft. Der Herausgabe ging ein längerer Prozess sorgfältigen naturkundlichem Studiums der Fachliteratur und eigener Beobachtungen voraus. Gattys Interesse für Algen und Zoophyten führte 1862 zur Verlegung des Buchs British Seaweeds, in dem ihre 14-jährige Beschäftigung mit diesem Thema zusammengefasst ist. Begleitet wurde die Entstehung des Werks von Henry Harvey, Autor der Phycologia Britannica. Ein Jahr darauf, 1863, folgte der Band History of British Seaweeds. Beide Bücher illustrierte sie selbst. 1870 gab sie den fünften und abschließenden Band der Parables from Nature heraus. Diese Serie fand internationale Anerkennung und wurde in die meisten europäischen Sprachen übersetzt. Die Parables from Nature gehörten zu den erfolgreichsten Kinderbüchern der zweiten Hälfte des 19. Jahrhunderts.
Die positive Resonanz auf unter Pseudonym Aunt Judy veröffentlichten Bücher Aunt Judy’s Tales (1858), Aunt Judy’s Letters (1862), Aunt Judy’s Songbook for Children und The Mother’s Book of Poetry führte zur Herausgabe der Jugendzeitschrift Aunt Judy’s Magazine. Sie wurde 1866 erstmals verlegt. Den thematischen Schwerpunkt bildeten Geschichten und Artikel von zeitgenössischen Schriftstellerinnen und Schriftstellern. Auch mit eigenen Texten trug Gatty bei. Es gelang ihr über die Zeit, eine enge Beziehung zu den jungen Lesern aufzubauen. Der Erfolg der Zeitschrift wird u. a. darauf zurückgeführt, dass Gatty Geschehnisse aus der Perspektive von Kindern erzählte und daher von ihnen verstanden wurde.
Gatty lehnte die neu entstandene Evolutionstheorie und die ihrer Ansicht nach dahinterstehende materialistische Weltsicht ab. Als Kritik an der evolutionären These der Hierarchie verfasste sie 1861, zwei Jahre nach Erscheinen von Charles Darwins On the origin of species, die moralische Erzählung Inferior Animals. Die beliebte Autorin beeinflusste damit und mit anderen Schriften die öffentliche Meinung über Darwin.
Durch ihre schriftstellerische Tätigkeit konnte Gatty einen beträchtlichen Teil zum Einkommen ihrer vielköpfigen Familie beitragen. Weil sie ihrem Beruf von zuhause aus nachging, blieb sie dabei auch nach viktorianischen Maßstäben respektabel.
Von Gattys zehn Kindern erreichten acht das Erwachsenenalter. Wie ihr Vater förderte sie bei ihnen die Entwicklung wissenschaftlicher und künstlerischer Interessen. Ihre Zweitgeborene, Juliana Horatia Ewing, wurde ebenfalls Schriftstellerin.

## Würdigung
Margaret Gatty starb am 4. Oktober 1873. Ihr Grab befindet sich auf dem Friedhof von Ecclesfield nahe dem ihres Vaters. Ein in Glasmalerei gestaltetes Kirchenfenster der Ecclesfield Church hat das Leben von Margaret Gatty und ihrer Tochter Juliana zum Thema. Es wurde 1874 eingesetzt und in Anspielung auf die Serie Parables from Nature gemeinhin Parable Window genannt.

## Dedikationsnamen
Gatty zu Ehren benannte William Henry Harvey 1855 eine Gattung der Rotalgen als Gattya Harvey. George Johnston bezeichnete nach ihr 1865 die Meereswurmart Gattiola  spectabilis, deren gültiger Name mittlerweile Amblyosyllis spectabilis (Johnston in Baird, 1861) ist. Gattiola spectabilis wird in biografischer Literatur bisweilen als Gattia spectabilis bezeichnet, was wohl auf einem Schriftwechsel zwischen Harvey und Johnston beruht, in welchem Johnston die Art ursprünglich Gattia spectabilis nannte.

## Schriften (Auswahl)
- The Fairy Godmother, and other Tales, Märchensammlung (1851)
- Parables from Nature, 5 Bände, 1855–71
- Aunt Judy’s Tales (1858)
- Inferior Animals, Kurzgeschichte (1861)
- British Seaweeds (1862)
- Aunt Judy’s Letters (1862)
- History of British Seaweeds (1863)
- Aunt Judy’s Magazine Monatszeitschrift für die Jugend (seit 1866)
- zusammen mit Alfred Gatty: Life of Dr. Wolff, the Missionary (1860)